# Dimitrie Eustatievici
Dimitrie Eustatievici (Grid, Eusthatiev, Eustatu, Eustat stb.) (Brassó, az 1720-as évek második fele – vsz. Nagyszeben, 1796) az első román nyelvtan írója.
Családja macedoromán eredetű, és korábban Fogaras vidékén élt (valószínűleg Grid falu nevéből származik az általa már nem használt Grid családnév). Nagyapja bolgárszegi archidiakónus volt, apja, Eustatie Vasilievici Grid részt vett az ortodox erdélyi románok Erzsébet orosz cárnőhöz vezetett követségében. Constantin Mavrocordat havasalföldi fejedelem adott megbízást nyelvtana megírására, mert az általa tervezett fordítói munkákhoz román nyelvtanra volt szüksége. Nyilván a fejedelem költségén végezte előbb a kijevi latin, majd valószínűleg a moszkvai Szláv–görög–latin akadémiát. Beszélt oroszul, szerbül, újgörögül (magyarul nem), nyelvtanának körülményes román mondatai pedig erős egyházi szláv befolyásról tanúskodnak.
A bolgárszegi iskola tanítójaként, 1757-ben írta több mint 250 oldalas román nyelvtanát. Ehhez Antonio Catiforo 1734-ben megjelent görög nyelvtanát használta modellként. Műve kéziratban maradt. Franz Josef Sulzer jászvásári tanár a maga számára lemásoltatta, de Gheorghe Șincai nyelvtanának megjelenése után már nem vállalkozott kiadására. Eustatievici közben püspöki titkár lett Dionisije Novaković mellett. A szerb orientáció híve volt, az ortodox románságot az „illír nemzet” részének tekintette. Románra fordította a magyarországi ortodox szerbek privilégiumait. II. József 1786-ban kinevezte az erdélyi ortodox iskolák első felügyelőjévé. 1786-tól 1791-ig tanítóképző tanfolyamokat vezetett Nagyszebenben. Jelentős vagyont gyűjtött, Csernátfaluban ménese volt. Több állítólagos munkája kéziratban sem maradt fenn.

## Ismert művei
- Gramatica rumânească (kézirat)
- Dezvoaltele și tâlcuitele Evanghelii... Sibiiu [Nagyszeben], 1790  PDF
- Synopsis... [bibliakompendium] Uo., 1791
- Scurt izvod pentru lucruri de obște și de chilin în scrisori de multe chipuri. ('Rövid minta a közös és egyéni munkák számára, különféle levelekben'). Uo., 1792